# Primărie

Primăria din Viena

Primăria este o instituție a administrației locale a unei localități. Își are sediul într-o clădire special alocată. În spațiul de limbă germană clădirea respectivă se numește Rathaus (Casa Sfatului, cu referire la consiliul local), iar în cel de limbă engleză se numește City Hall (cu referire la sala orășenească de ședințe).

## În România

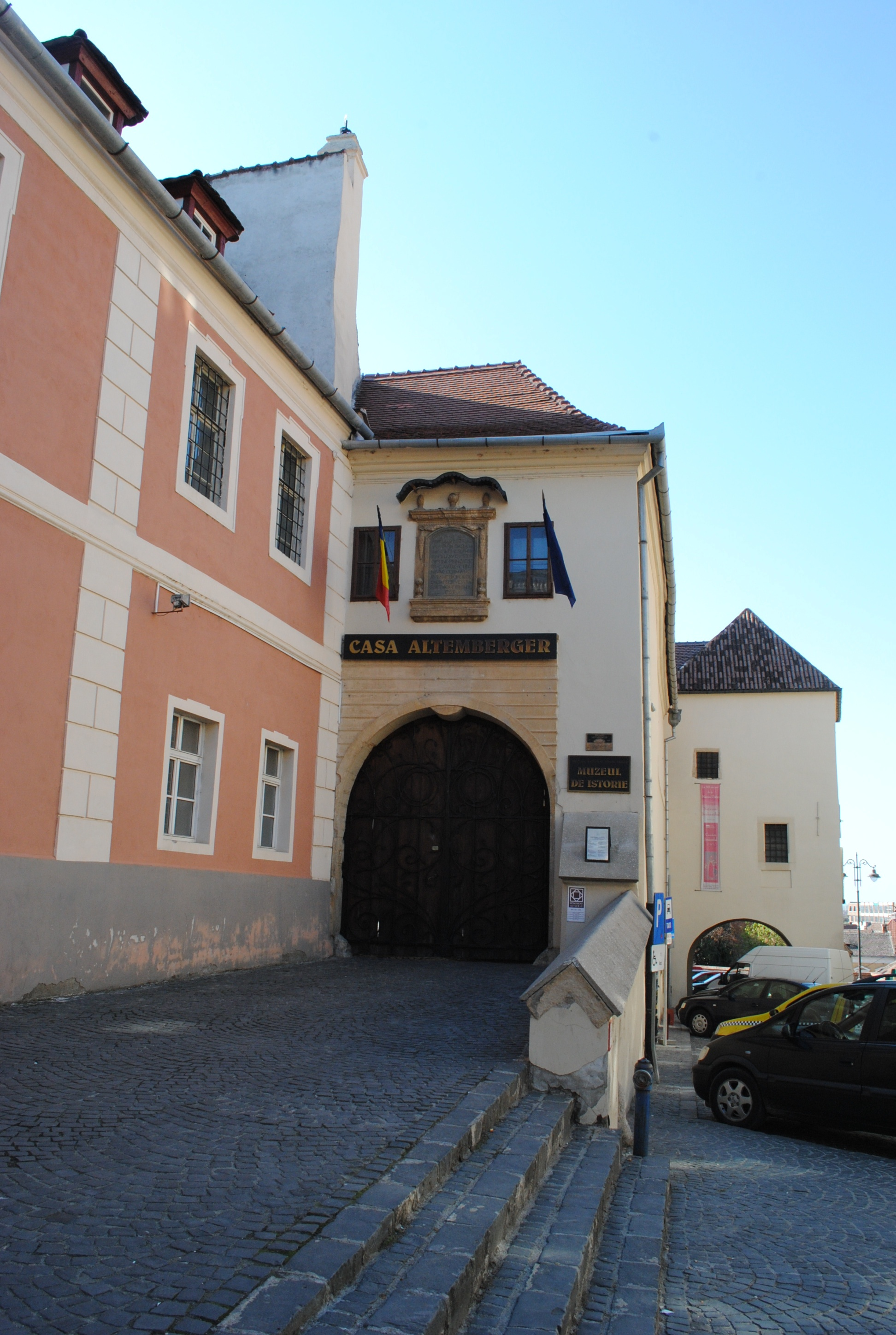
Primăria Veche a Sibiului

Cea mai veche clădire de primărie de pe teritoriul actual al României este Primăria Veche a Sibiului, clădire gotică de la mijlocul secolului al XV-lea, sediul primăriei orașului până în anul 1948. Alte foste primării declarate monument istoric sunt Casa Sfatului din Brașov, Primăria Veche din Cluj și Primăria Veche din Timișoara.

## În Republica Moldova
Clădirea primăriei municipiului Chișinău este un monument de arhitectură și istorie de însemnătate națională, introdus în registrul monumentelor de istorie și cultură a municipiului Chișinău la inițiativa Academiei de Științe.

## Exemple proeminente

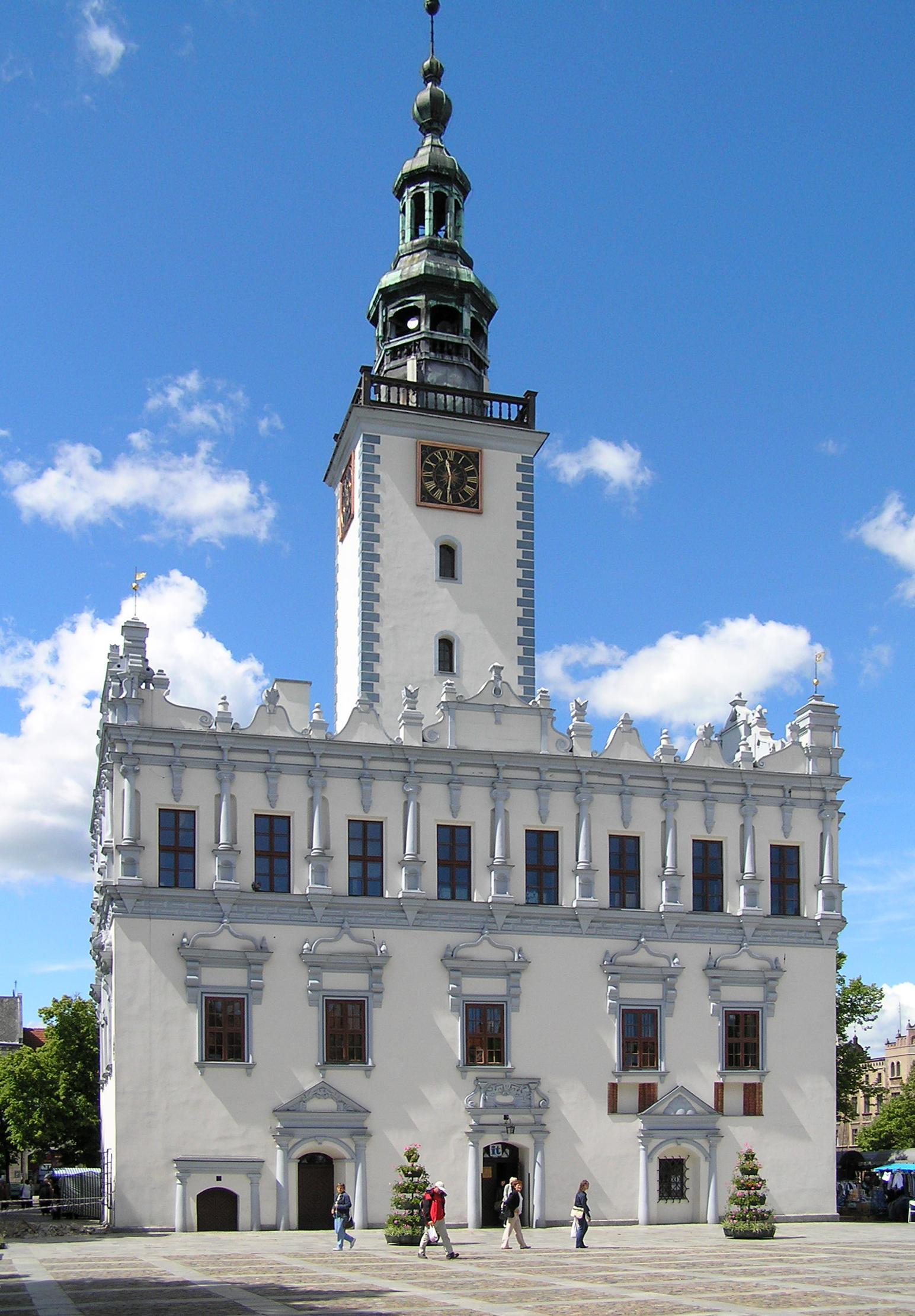
Clădirea Primăriei din Chełmno, Polonia
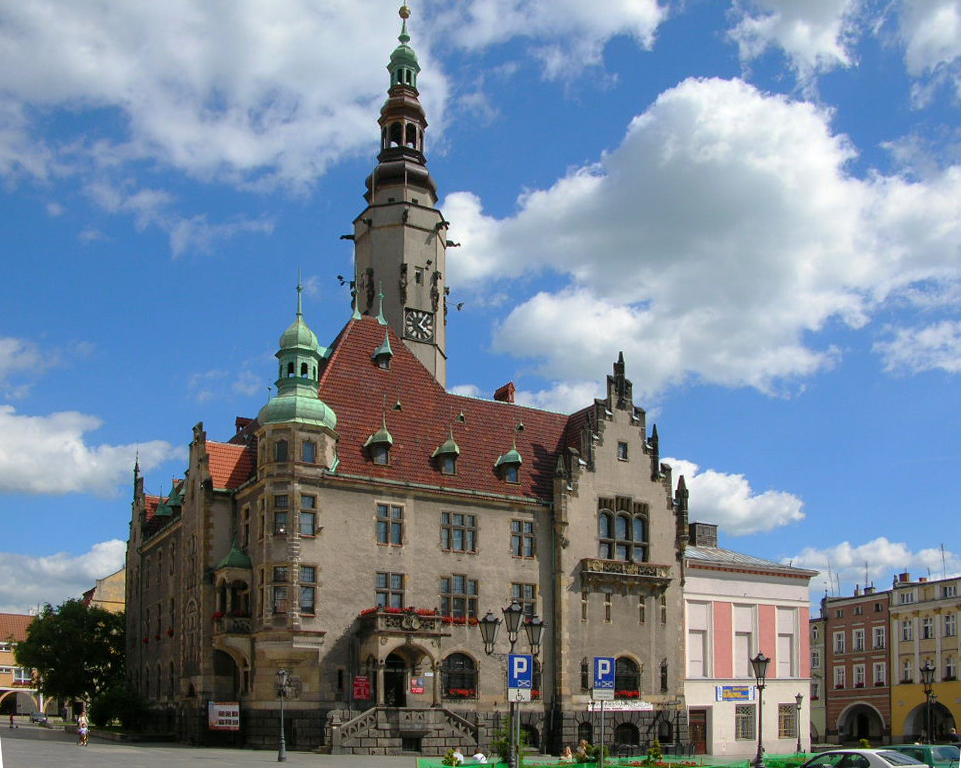
Clădirea Primăriei din Jawor, Polonia
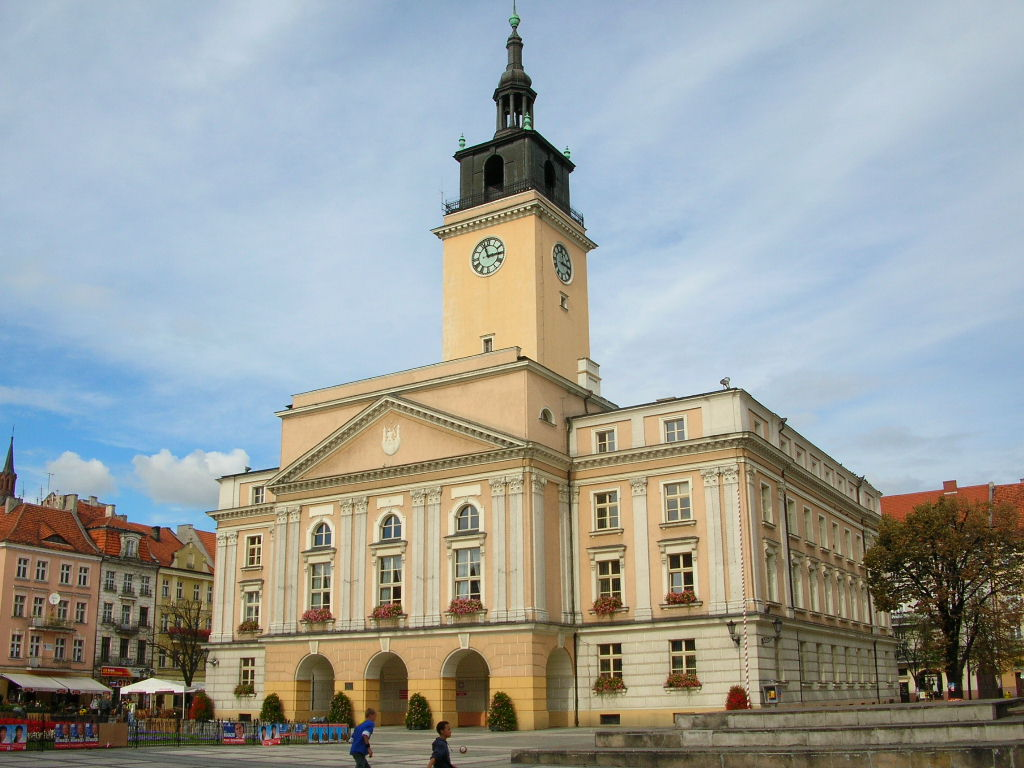
Clădirea Primăriei din Kalisz, Polonia
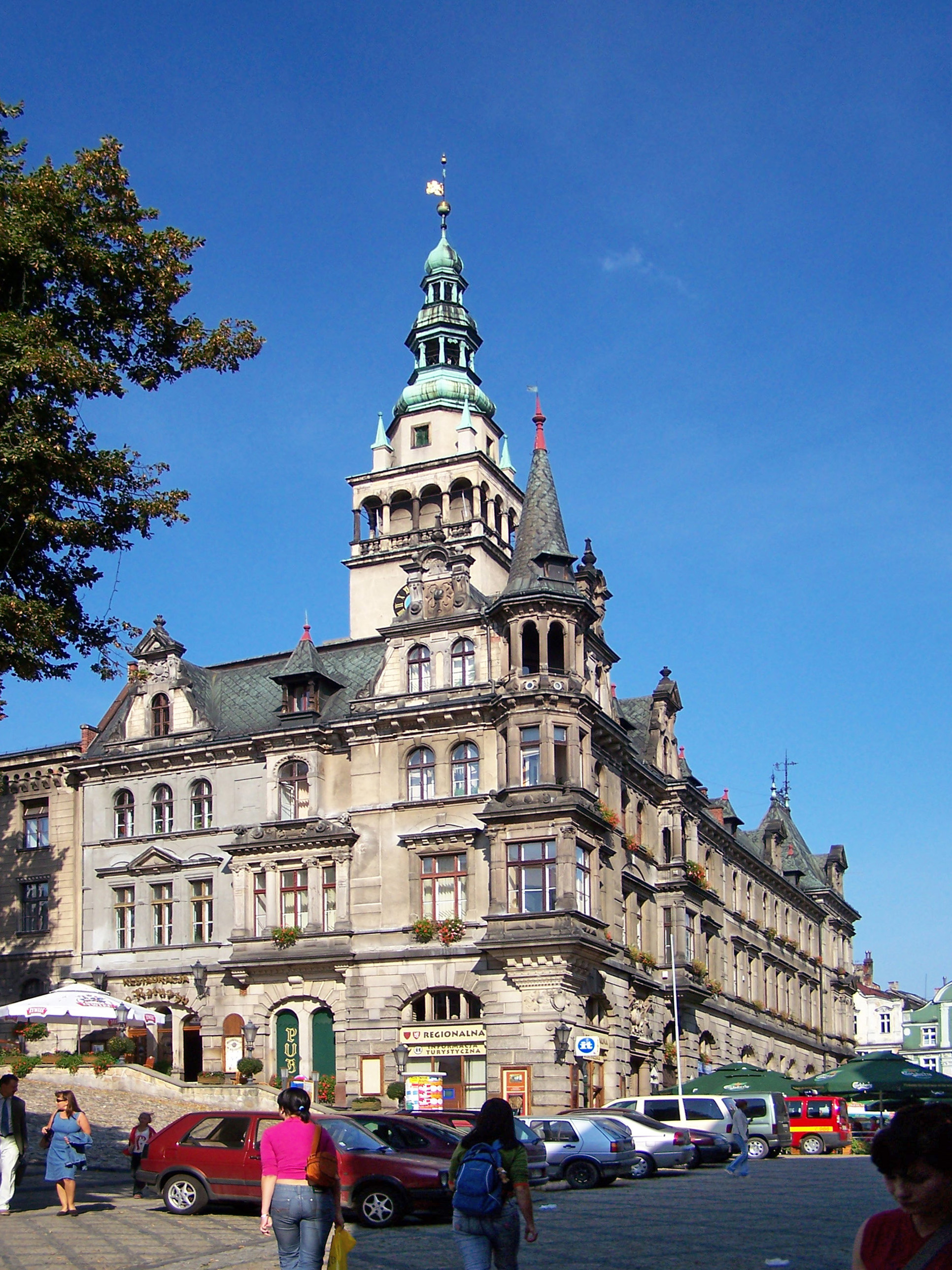
Clădirea Primăriei din Kłodzko, Polonia
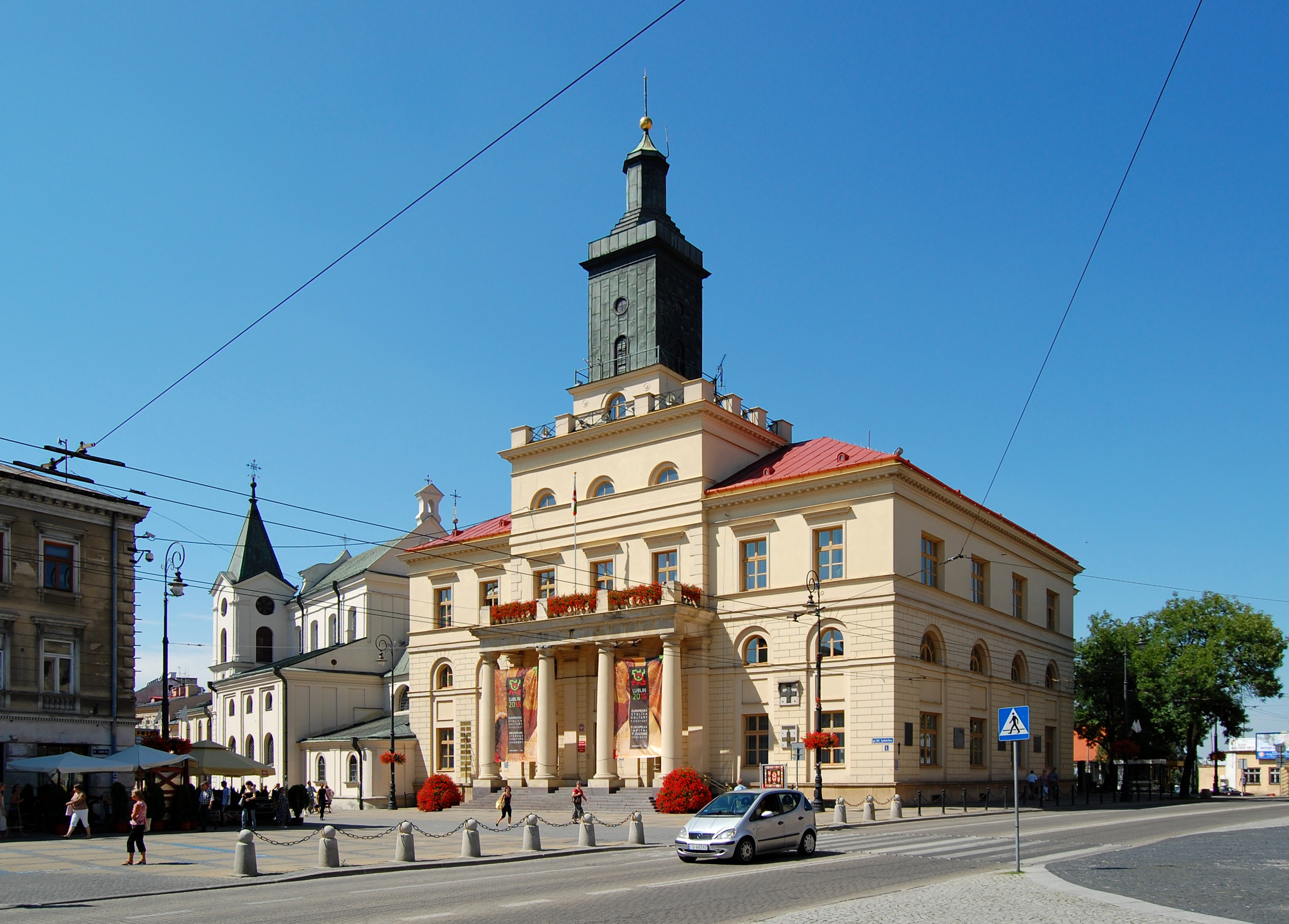
Clădirea Primăriei din Lublin, Polonia
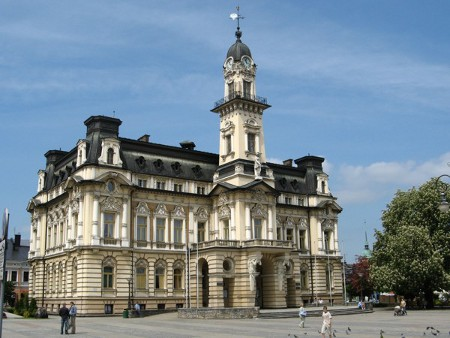
Clădirea Primăriei din Nowy Sącz, Polonia
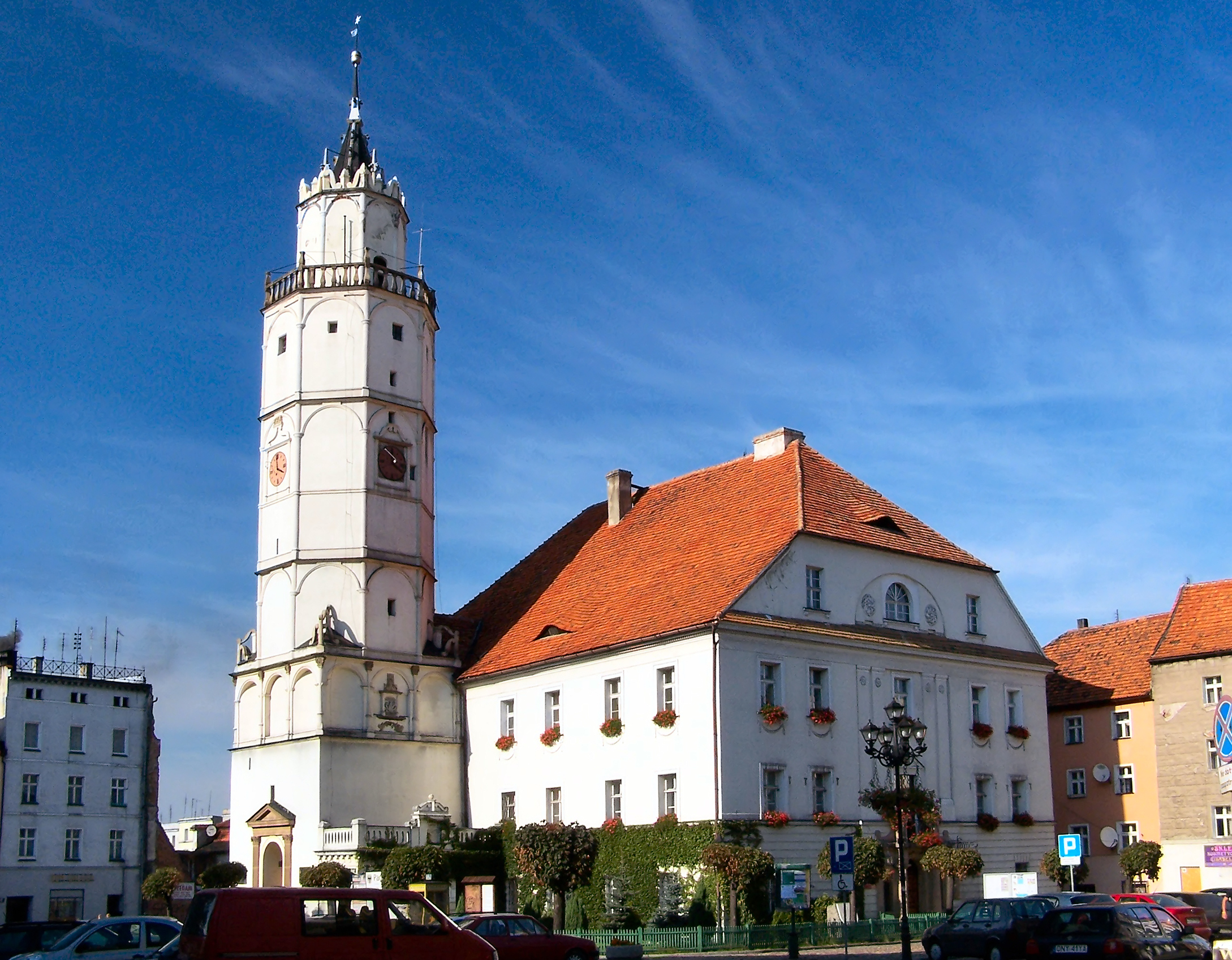
Clădirea Primăriei din Paczków, Polonia
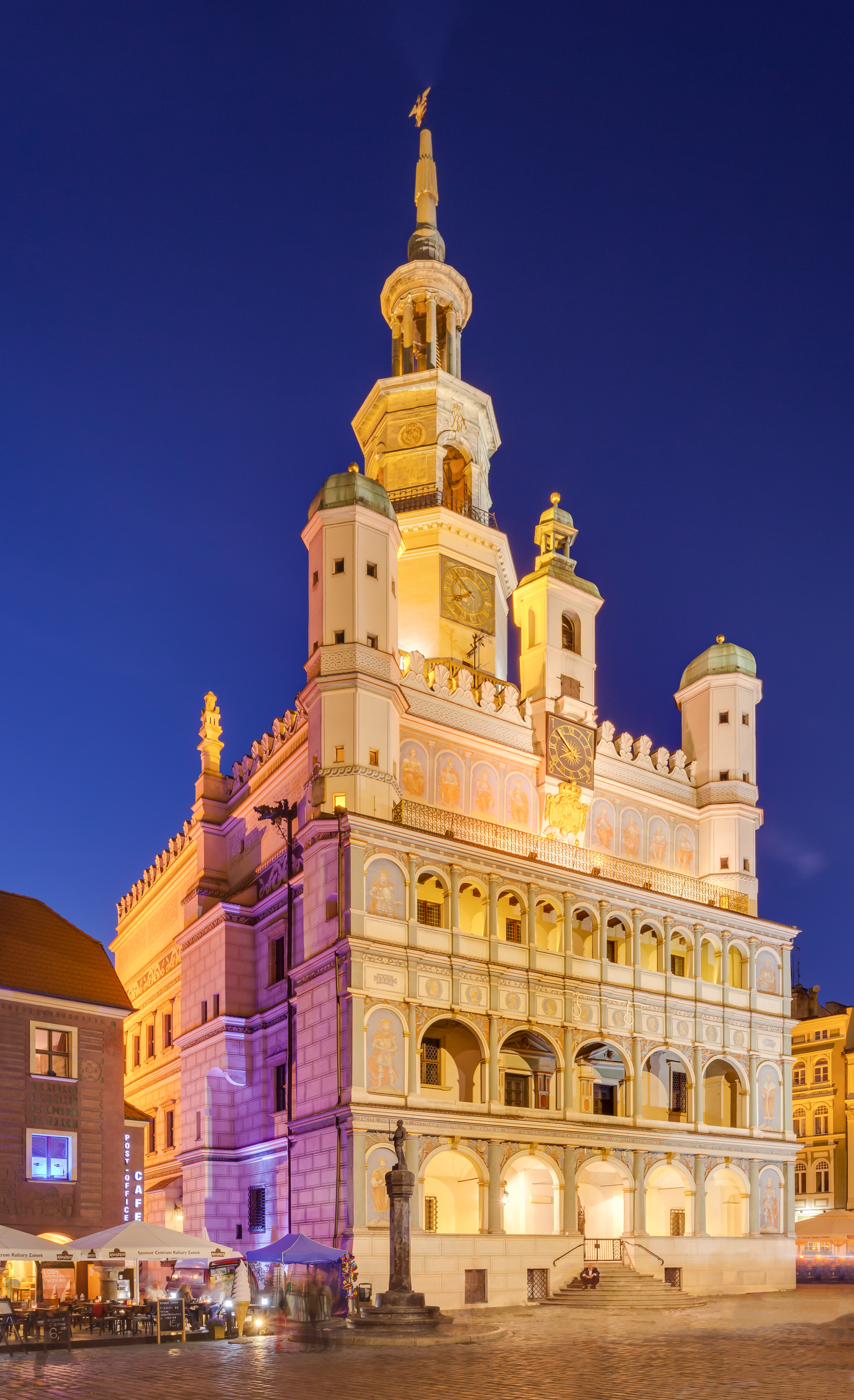
Clădirea Primăriei din Poznań, Polonia
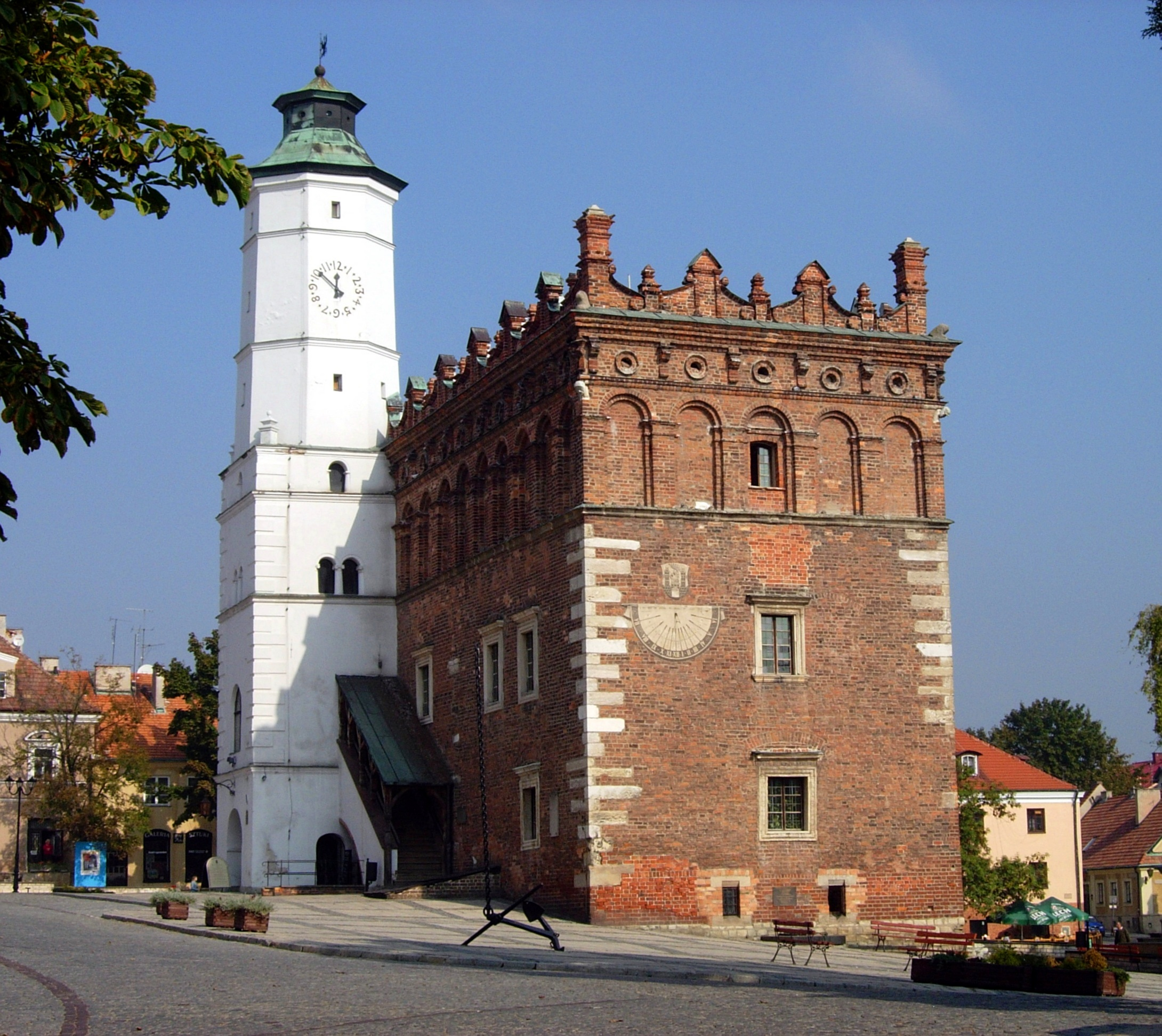
Clădirea Primăriei din Sandomierz, Polonia
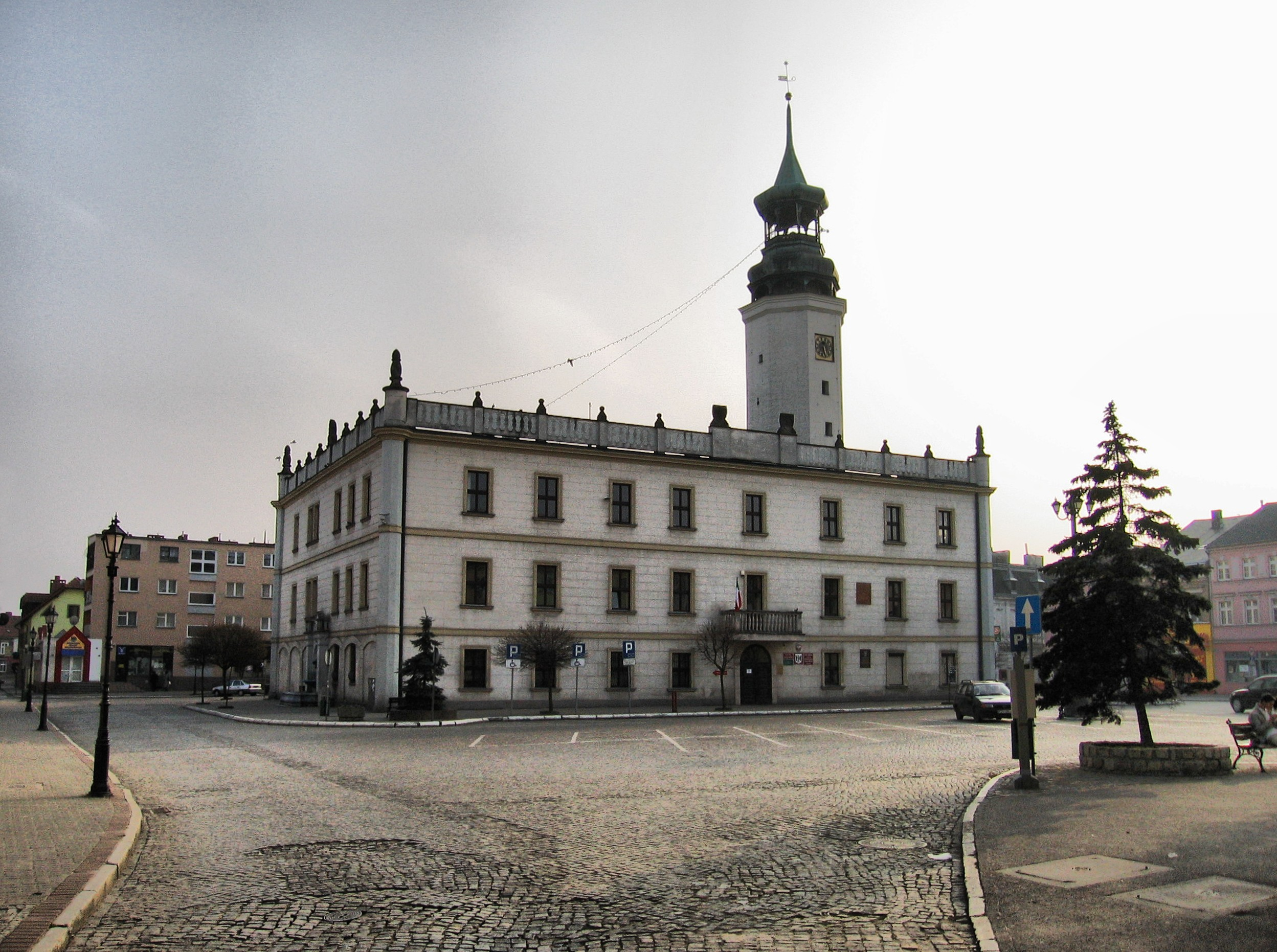
Clădirea Primăriei din Sulechów, Polonia
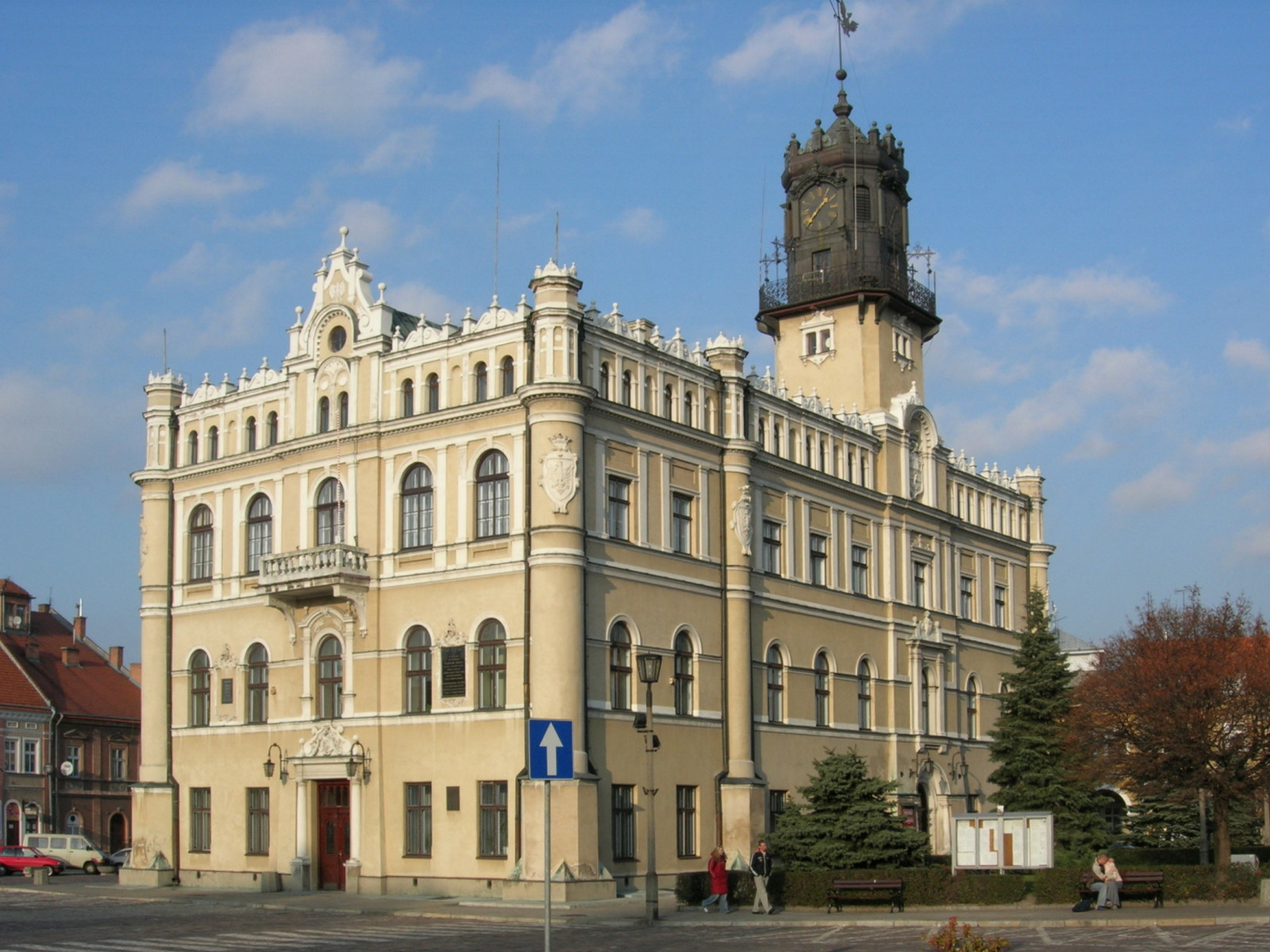
Clădirea Primăriei din Jarosław, Polonia
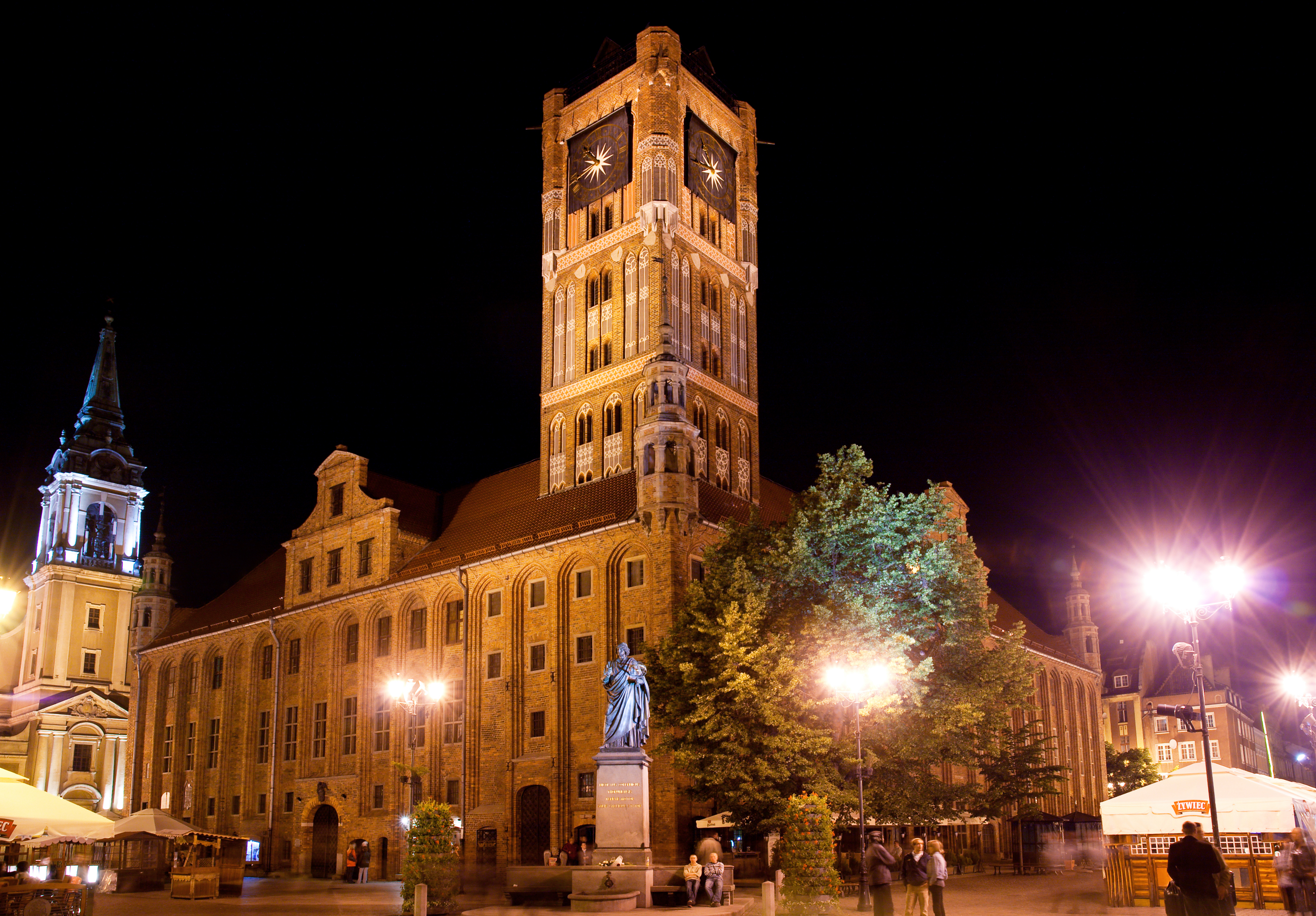
Clădirea Primăriei din Toruń, Polonia
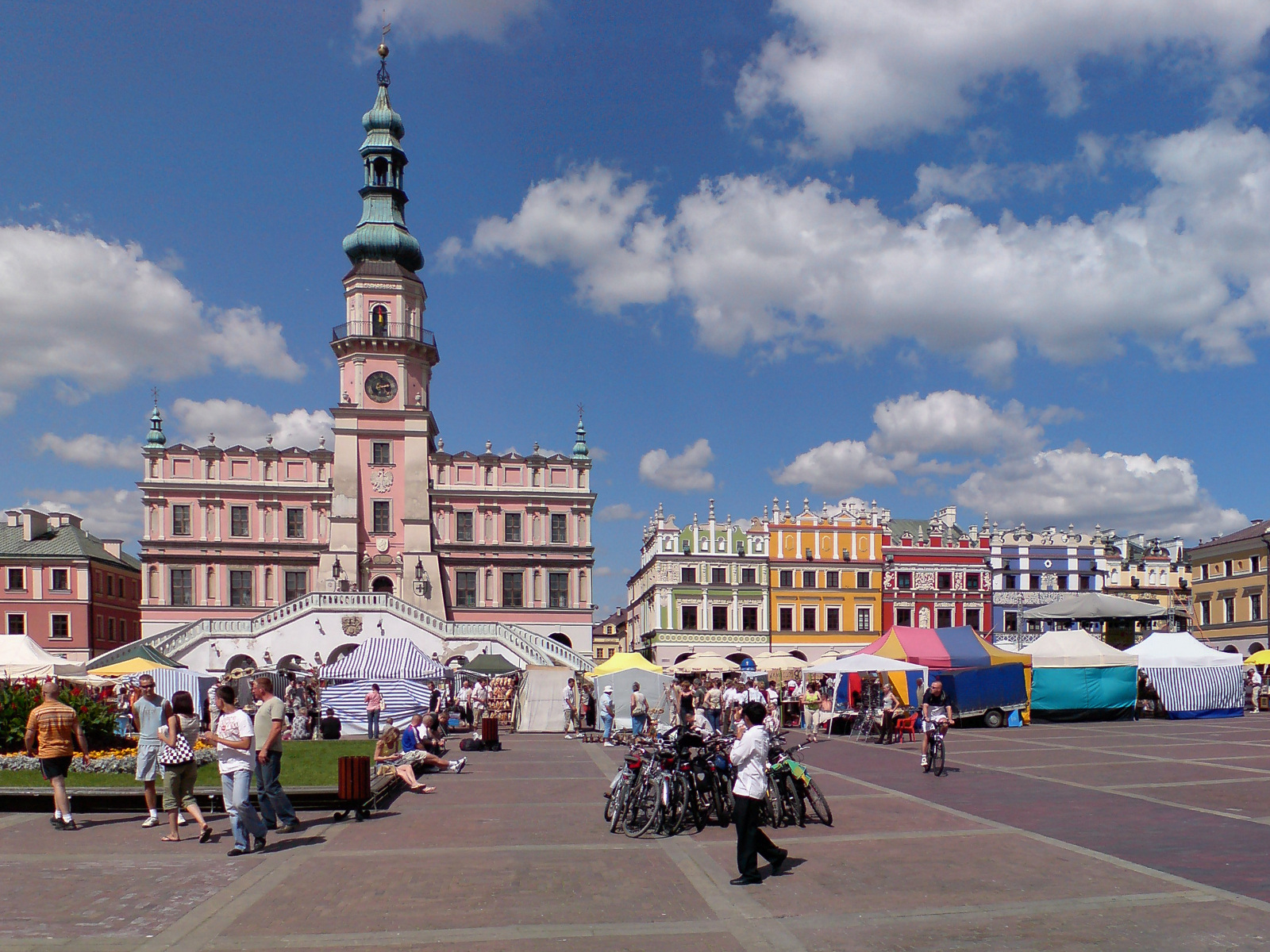
Clădirea Primăriei din Zamość, Polonia
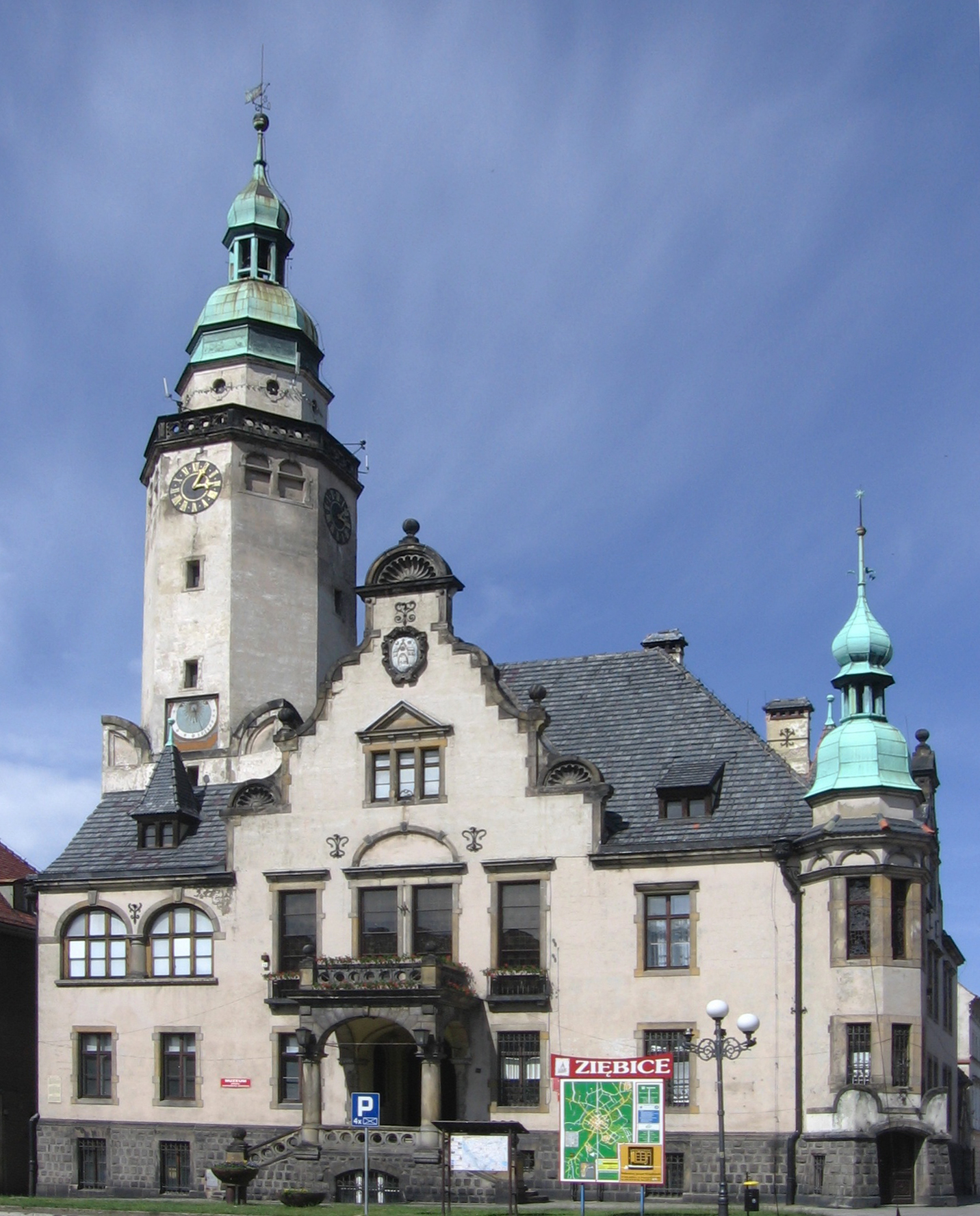
Clădirea Primăriei din Ziębice, Polonia
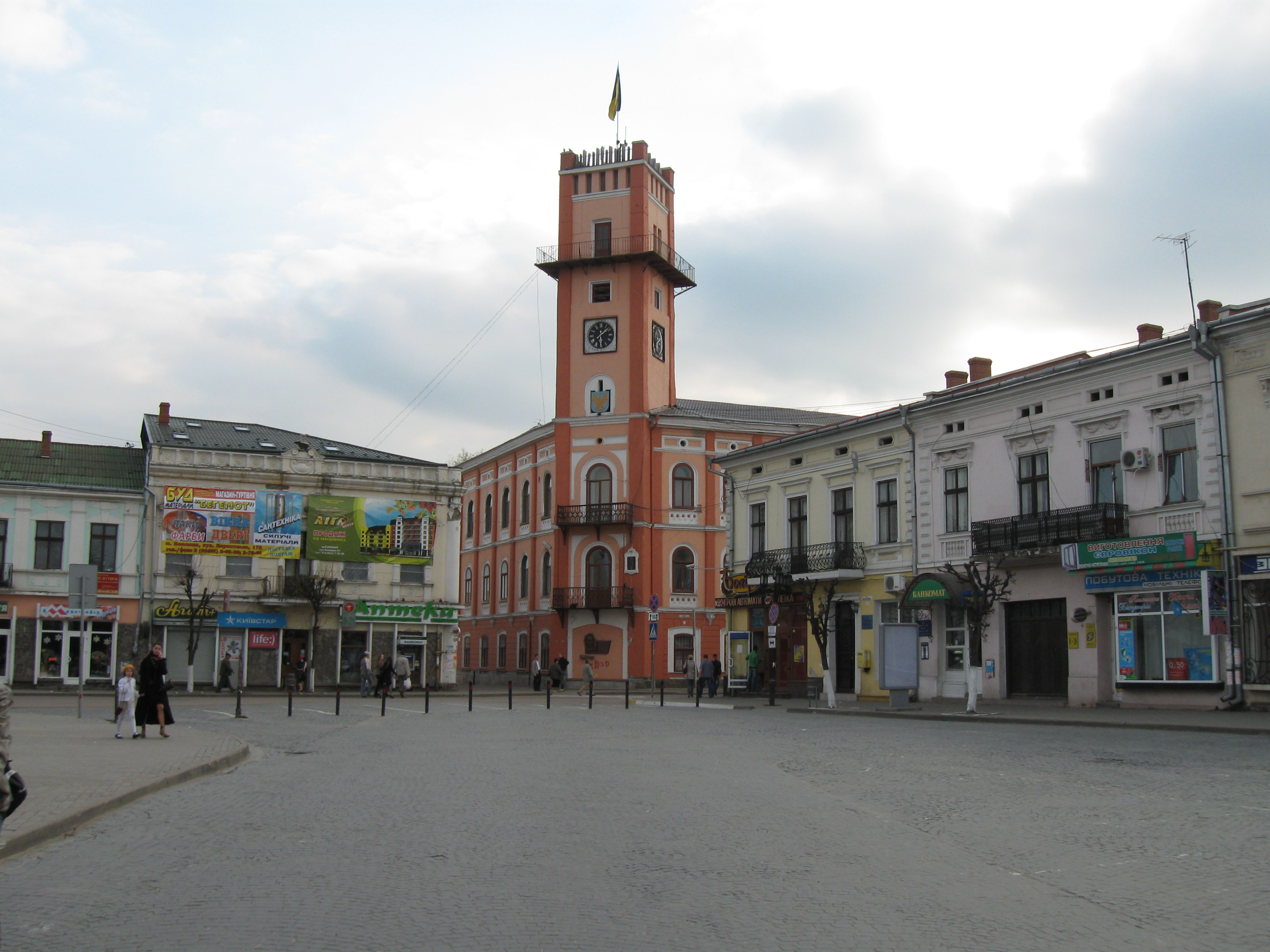
Clădirea Primăriei din Colomeea, Ucraina
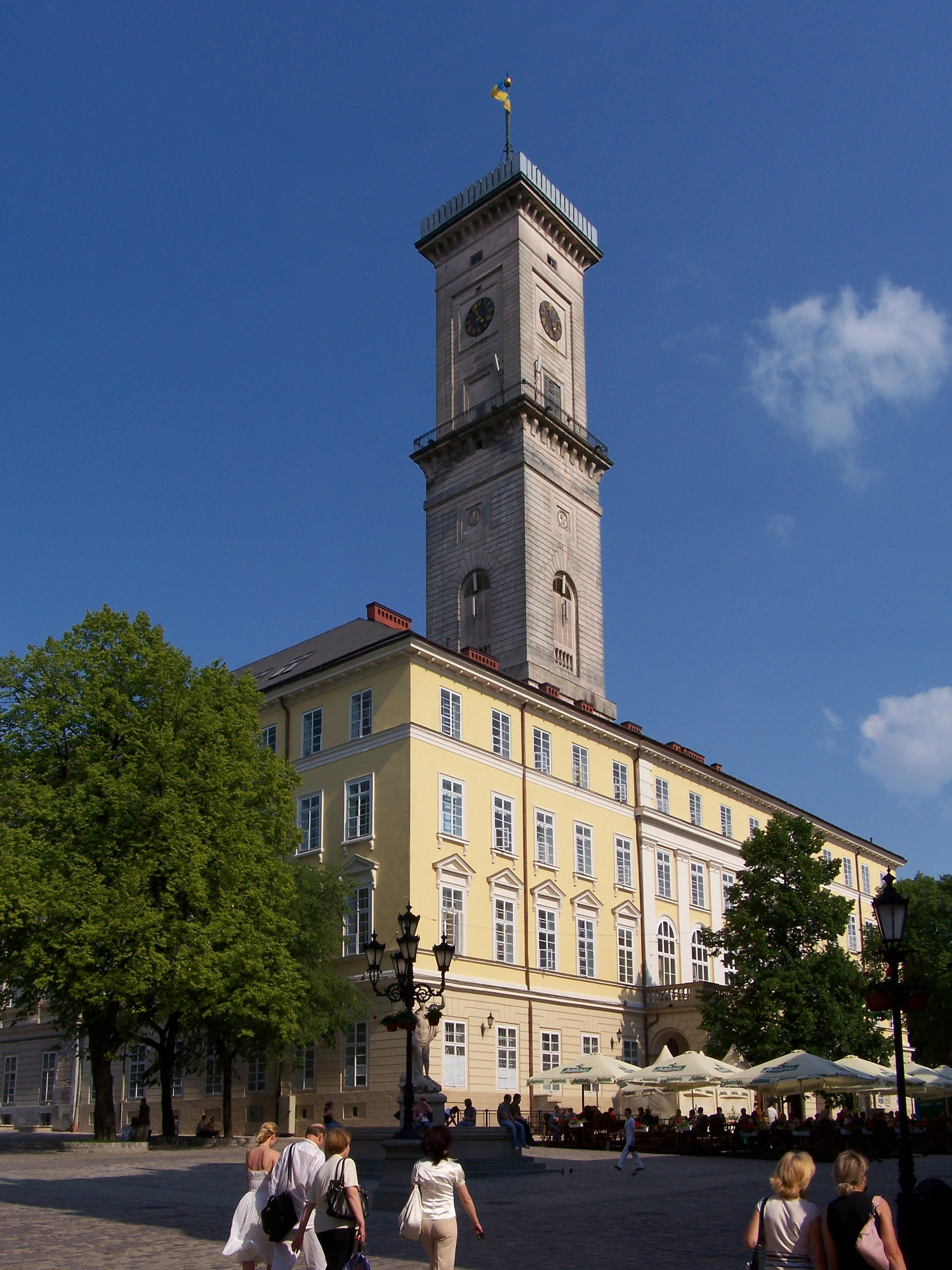
Clădirea Primăriei din Liov, Ucraina
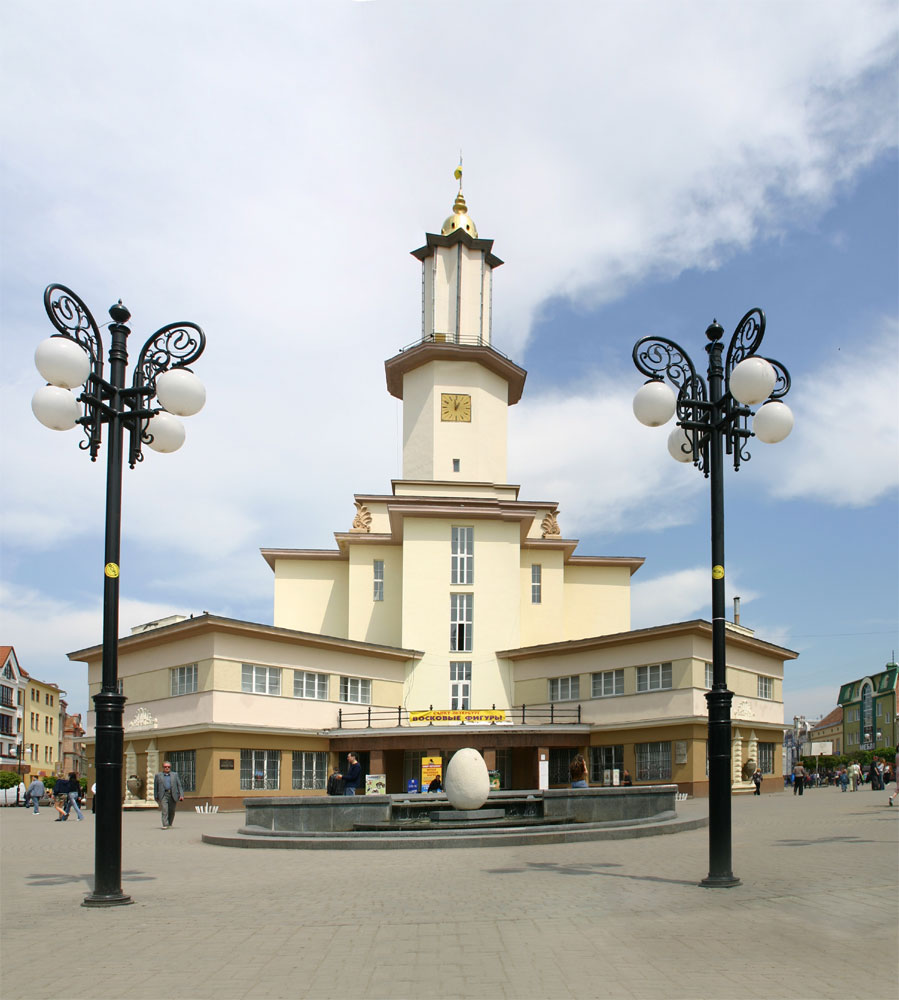
Clădirea Primăriei din Ivano-Frankivsk, Ucraina
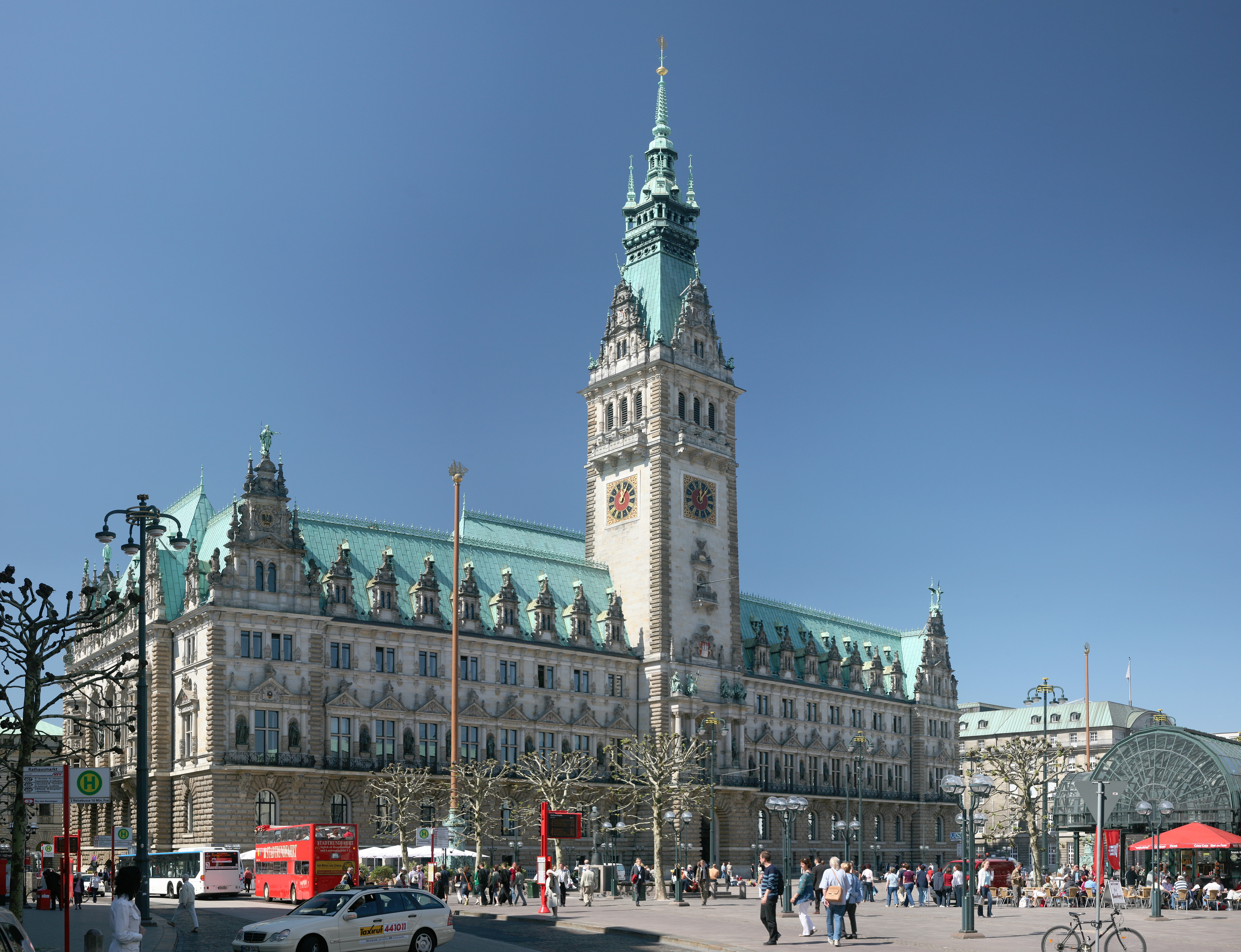
Clădirea Primăriei din Hamburg, Germania